# Платинамедь
Платинамедь — бинарное неорганическое соединение
платины и меди
с формулой PtCu,
кристаллы.

## Получение
- В природе встречается минерал хонгшиит — PtCu с примесью железа [1].

- Сплавление стехиометрических количеств чистых веществ:

{\displaystyle {\mathsf {Pt+Cu\ {\xrightarrow {800^{o}C}}\ CuPt}}}

## Физические свойства
Платинамедь образует кристаллы
тригональной сингонии,

параметры ячейки a = 0,788 нм, α = 91°
.
Соединение образуется по твёрдотельной реакции при температуре 812°С и имеет широкую область гомогенности 35÷60 ат. % платины